# Wackersberg
Wackersberg là một đô thị ở huyện Bad Tölz-Wolfratshausen bang Bayern nước Đức. Đô thị Wackersberg có diện tích 64,83 km², dân số thời điểm ngày 31 tháng 12 năm 2006 là 3581 người.